# دنی فرناندز (بازیکن فوتبال، زاده ۲۰۰۸ )
دنی فرناندز (انگلیسی: Dani Fernández؛ زادهٔ ۲۶ ژانویهٔ ۲۰۰۸) بازیکن فوتبال اهل اسپانیا است که در حال حاضر برای باشگاه ورزشی تنریف بازی می‌کند.

## دوران باشگاهی
فرناندز در سان کریستبال د لا لاگونا، سانتا کروز د تنریف، جزایر قناری به دنیا آمد و فارغ‌التحصیل آکادمی جوانان باشگاه فوتبال تنریف است. در آوریل ۲۰۲۴، او با این باشگاه قرارداد حرفه‌ای امضا کرد، پس از اینکه مدتی از تیم کادته جدا شده بود.
قبل از اینکه حتی با تیم ذخیره بازی کند، فرناندز در مه ۲۰۲۴ شروع به تمرین با تیم اصلی کرد. پس از اینکه در تساوی ۱–۱ خارج از خانه در برابر باشگاه فوتبال بورخس به عنوان بازیکن تعویضی استفاده نشد، او در ۲ ژوئن اولین بازی حرفه‌ای خود را انجام داد و به جای انریک گایخو در پیروزی ۲–۱ خانگی سگوندا دیویسیون مقابل باشگاه فوتبال رئال وایادولید به میدان رفت؛ در سن ۱۶ سال و ۱۲۸ روز، او دومین بازیکن جوانی شد که برای این باشگاه بازی کرده است.
فرناندز اولین گل حرفه‌ای خود را در ۵ اکتبر ۲۰۲۴ به ثمر رساند، در حالی که گل نخست را در پیروزی ۲–۰ خانگی در برابر باشگاه فوتبال کارتاخنا زد؛ در سن ۱۶ سال و ۲۴۹ روز، او جوان‌ترین گلزن تاریخ باشگاه شد.

## دوران ملی
وی همچنین در تیم ملی فوتبال زیر ۱۶ سال اسپانیا بازی کرده است.